# Cornelia Schlosser

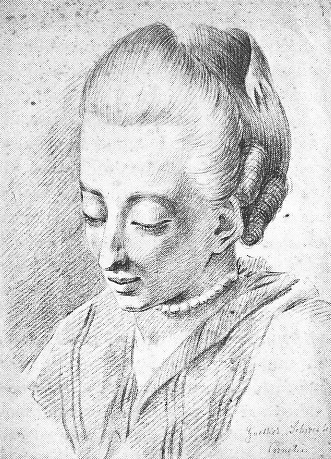
Cornelia Schlosser, alrededor de 1770.

Cornelia Schlosser, hermana de Johann Wolfgang von Goethe (Fráncfort, 7 de diciembre de 1750 - Emmendingen, Alemania, 8 de junio de 1777), fue la primera esposa de Johann Georg Schlosser.